# 북위 효명제의 딸
북위 효명제의 딸(北魏 孝明皇帝女, 528년 2월 12일 ~ ?)은 중국 남북조 시대 북위의 10대, 혹은 비정통 황제(재위: 528년)이다. 효명제와 궁빈(宮嬪) 반외련(潘外憐) 사이의 유일한 딸이다. 이름은 알려지지 않았으며 시호나 묘호도 없기 때문에 후대에서는 중국어로 딸을 뜻하는 고낭(姑娘)이라는 단어를 붙여 원고낭(元姑娘)이라고 부르거나 아기 여자 황제를 뜻하는 여영황제(女嬰皇帝)라고 부른다.

## 생애
528년 2월 12일에 효명제와 반외련(潘外憐) 사이에서 태어났다.
영태후가 효명제를 독살한 뒤 자신이 정권을 계속 휘두르기 위해 태어난 지 얼마 되지도 않은 그녀를 황자라고 속여 옹립하였고, 연호를 무태(武泰)로 고쳤다.
그 다음날에 영태후는 그녀가 남자가 아니고 여자라는 사실이 밝혀지면 혼란이 일어날까봐 두려웠기 때문에 먼저 즉위한 지 하루 밖에 되지 않은 그녀를 폐위했고, 이어서 임조왕(臨洮王) 원보휘(元寶暉)의 세자인 원조를 맞이하여 옹립했다.
이후의 그녀의 행적은 어느 역사서에도 기록되지 않아 알 수가 없다.

## 논란
그녀를 정통 황제로 다루는 역사서는 전근대에 없었으며, 현대 학계에서도 딸을 아들이라고 속여서 황제로 즉위한 점과 재위기간이 하루에 불과한 점 등을 근거로 해당 사건은 해프닝일 뿐이므로 효명제의 딸을 측천무후 같은 황제로는 인정하지 않는 의견이 많다.
단 최근 중화인민공화국 학자들 일각에서는 기존의 시각이 사회주의 신중국에 어울리지 않는 전근대의 역사관이라며 이에 탈피하여 일단 즉위를 한 것은 기록상 사실이므로 중국 첫번째 여황제로 받아들이자는 주장이 나오고 있다.

## 가계도
- 조부 : 선무황제 원각(宣武皇帝 元恪)(483~515)
- 조모 : 선무영황후 호씨(宣武靈皇后 胡氏)(?~528)
- 아버지 : 효명황제 원후(孝明皇帝 元詡)(510~528)
- 어머니 : 충화 반씨(充華 潘氏)(생몰년 미상)